# SN 2004O
SN 2004O – supernowa odkryta 24 stycznia 2004 roku w galaktyce A044344-7028. W momencie odkrycia miała maksymalną jasność 20,00m.